# 促血小板生成素
促血小板生成素（英語：Thrombopoietin，縮寫爲），亦作「巨核細胞生長衍生因子」（MGDF），是一種人體內由促血小板生成素（THPO）基因編碼的類激素。其化學本質爲糖蛋白，主要由腎臟和肝臟分泌，能刺激可以產生大量血小板的巨核細胞的形成和分化，進而促進血小板的生成。這種蛋白質是的配體。是一種骨髓增生性白血病病毒癌基因的表達產物。

## 編碼基因
編碼促血小板生成素的基因位於人3號染色體的長臂上（q26.3-27）。某些白血病患者和某些遺傳性血小板增多症患者的該區段基因處存在異常。该基因的前155個鹼基對與紅血球生成素同源。

## 功能和調節方式
肝臟中的實質細胞和肝竇內皮細胞、腎臟中的近曲小管細胞能合成促血小板生成素。另外，橫紋肌細胞和骨髓基質細胞也能合成少量的促血小板生成素。在肝臟中，白細胞介素6（IL-6）能夠促進促血小板生成素的分泌。
促血小板生成素能夠促進巨核細胞的成熟和血小板的形成，不過通過去除促血小板生成素受體的研究卻表明這種激素亦有促進造血的功能。
促血小板生成素分泌過程中存在的負反饋調節與內分泌學中大部分的反饋調節機制都不一樣：負反饋效應是直接作用於激素本身的——MPL受體（CD 110）能將促血小板生成素綁定到血小板上等待分解，從而抑制其與巨核細胞的結合。上述的調節機制使得人體內的促血小板生成素含量能夠達到相對穩定的狀態。

## 臨床應用
儘管科學家進行了大量的實驗，但促血小板生成素到目前爲止在臨床上還沒有發現療效。理論上講，促血小板可能可以應用於血小板的捐獻、骨髓抑制性化療後血小板數目的恢復等方面。
有關修改重組促血小板生成素的實驗使健康的志願者體內產生針對內源型血小板生成素的抗体，进而患上血小板減少症，之後實驗就停止了。隨後，科學家轉爲採用羅米斯亭和艾曲波帕這兩種與促血小板生成素結構不同，但作用機理相同的藥物。
目前，科學家正在研究一種四價肽類的化合物和一些小分子的藥劑，以及一些c-Mpl的非肽類配體類藥劑，來充當促血小板生成素的代用品。

## 發現
1994年，5個獨立的研究小組成功克隆出了促血小板生成素。在促血小板生成素被研究清楚之前長達30年的時間裏，它的功能都被認爲是與細胞表面受體c-Mpl相連，在舊的出版物中，促血小板生成素甚至被稱爲「c-Mpl 配體」（c-Mpl ligand）。促血小板生成素是I類造血細胞因子之一。

## 擴展閱讀
- Hitchcock IS, Kaushansky K. . Br. J. Haematol. 2014, 165 (2): 259–68. PMID 24499199. doi:10.1111/bjh.12772.
- Wörmann B. . Transfus Med Hemother. 2013, 40 (5): 319–25. PMC 3822275 . PMID 24273485. doi:10.1159/000355006.
- Kuter DJ. . Int. J. Hematol. 2013, 98 (1): 10–23. PMID 23821332. doi:10.1007/s12185-013-1382-0.
- Lupia E, Goffi A, Bosco O, Montrucchio G. . Mediators Inflamm. 2012, 2012: 390892. PMC 3337636 . PMID 22577249. doi:10.1155/2012/390892.
- Liebman HA, Pullarkat V. . Hematology Am Soc Hematol Educ Program. 2011, 2011: 384–90. PMID 22160062. doi:10.1182/asheducation-2011.1.384.

## 外部連結
- Longer summary on thrombopoietin（页面存档备份，存于）